# The Shining (Violent J)
The Shining è l'album di debutto solista ufficiale del rapper Violent J. L'unico singolo dell'album è Jealousy, pubblicato nel maggio del 2009. L'album ha raggiunto la quinta posizione della Billboard Top Independent Albums chart, alla numero 28 della Top R&B / Hip-Hop e alla posizione 48 della Billboard 200, con 10 000 copie vendute nella prima settimana.

## Tracce
| #  | Titolo            | Tempo | Scrittore               | Performer(s)            | Produttore                 | Registrato a               |
| -- | ----------------- | ----- | ----------------------- | ----------------------- | -------------------------- | -------------------------- |
| 1  | "Intro"           | 2:01  | Violent J Eric Davie    | Violent J               | Violent J Eric Davie Akuma | The Cabin nei Woods Studio |
| 2  | "Wake Up"         | 3:50  | Violent J Mike E. Clark | Violent J               | Mike E. Clark              | FunHouse Studios           |
| 3  | "Fight Club"      | 3:27  | Violent J Mike E. Clark | Violent J Necro Esham   | Mike E. Clark              | FunHouse Studios           |
| 4  | "When I Rap"      | 2:05  | Violent J Eric Davie    | Violent J               | Violent J Eric Davie Akuma | The Cabin nei Woods Studio |
| 5  | "Candy Land"      | 4:00  | Violent J Esham         | Violent J Esham         | Violent J Mike E. Clark    | FunHouse Studios           |
| 6  | "Get Out The Way" | 3:03  | Violent J Mike E. Clark | Violent J               | Mike E. Clark              | The Cabin nei Woods Studio |
| 7  | "14 Year Old"     | 4:03  | Violent J Mike E. Clark | Violent J               | Mike E. Clark              | The Cabin nei Woods Studio |
| 8  | "I Get Mad"       | 3:32  | Violent J Mike E. Clark | Violent J               | Mike E Clark               | The Cabin nei Woods Studio |
| 9  | "Faster"          | 4:22  | Violent J Mike E. Clark | Violent J               | Mike E Clark               | The Cabin nei Woods Studio |
| 10 | "Jealousy"        | 3:25  | Violent J Mike E. Clark | Violent J Razor Ray     | Mike E. Clark              | FunHouse Studios           |
| 11 | "Home Invasion"   | 4:03  | Violent J Mike E. Clark | Violent J Shaggy 2 Dope | Mike E. Clark              | The Cabin nei Woods Studio |
| 12 | "4 The Hoes"      | 2:50  | Violent J Eric Davie    | Violent J               | Violent J Eric Davie Akuma | The Cabin nei Woods Studio |
| 13 | "Pyromaniac"      | 3:37  | Violent J Mike E. Clark | Violent J               | Mike E. Clark              | The Cabin nei Woods Studio |
| 14 | "Let It Go"       | 3:16  | Violent J Mike E. Clark | Violent J               | Mike E Clark               | The Cabin nei Woods Studio |
| 15 | "Freeway Killer"  | 5:16  | Violent J Mike E Clark  | Violent J               | Mike E Clark               | The Cabin nei Woods Studio |